# Per Magid
Per Magid (født 20. februar 1943 i København) er en dansk advokat.
Han er søn af fabrikant Efim Magid (1902-1983) og hustru Eugénie født Ginsberg (1907-1989). Magid blev student 1961 fra Østre Borgerdydskole, cand. jur. 1967 og var dernæst sekretær hos Folketingets Ombudsmand til 1968, så fuldmægtig i Justitsministeriet til 1972 og siden hos Kammeradvokaten. Han fik bestalling som advokat 1972 og møderet for Højesteret 1979. Samtidig var han ekstern lektor i folkeret og EF-ret ved Københavns Universitet.
1974 kom Magid til højesteretssagfører Jonas Bruuns advokatkontor (Bruun & Hjejle), hvor han efter blot to år blev medindehaver. 1977-78 arbejdede han hos White & Case i New York og fik yderligere erfaring med international ret. Hjemvendt blev han den danske regerings forhandler i sagen mod Norge ved Den Internationale Domstol i Haag om grænsedragningen i det nordatlantiske havområde mellem Grønland og Jan Mayen. Magid har været med i flere kendte sager siden da; således sagen om Storebæltsforbindelsen, som Finland 1991 havde anlagt mod Danmark, Combus-sagen 1999 og undersøgelsen af Lærerstandens Brandforsikring 2005. Under Tamilsagen var han bisidder for en række af Justitsministeriets embedsmænd. Han har været juridisk rådgiver for Råstofforvaltningen.
Magid er bisidder for fhv. departementschef Karsten Dybvad i Skattesagskommissionen og står sammen med Erik Kjær-Hansen for undersøgelsen af DSB's samarbejde med Waterfront Communications.
Han er medforfatter til Højesteret – 350 år (København: Gyldendal 2011. ISBN 978-87-02-08135-0).
Magid blev gift 18. maj 1968 med lektor Nonni Suenson (født 3. februar 1945 i København), datter af direktør Bent Suenson og hustru Meg født Munthe-Brun.

## Tillidshverv
- Kurator for Vemmetofte Kloster
- Formand for bestyrelsen for Knud Højgaards Fond
- Medlem af rådet for Det Kongelige Danske Geografiske Selskab
- Medlem af priskomitéen for Tøger Seidenfaden-prisen
- Medlem af bestyrelsen for Coloplast A/S
- Medlem af A/S Nunaoils bestyrelse 1985-98
- Medlem af Procesbevillingsnævnet (2012-)
- Medlem af VL-gruppe 1
- Medlem af Advokatrådets Erhvervsudvalg og Uddannelsesudvalg 1982-85
- Medlem af Advokatrådet 1985-91
- Medlem af bestyrelsen for Københavns Advokatforening 1982-87
- Medlem af forretningsudvalget for Dansk Flygtningehjælp
- Formand for Asyludvalget 1983-87
- Medlem af Justitsministeriets udvalg om medieansvar 1986
- Medlem af Justitsministeriets udvalg vedrørende undersøgelsesorganer 1994
- Formand for Københavns Advokatforening fra 2001

## Hæder
- Ridder af 1. grad af Dannebrogordenen (4. november 1996)
- Dannebrogordenens Hæderstegn (8. marts 2011)
- Dronning Ingrids Mindemedalje